# لیوینگ ستونیت
لیوینگ ستونیت  (به انگلیسی: Livingstonite) با فرمول شیمیایی HgSb4S8 از مجموعه کانی هاست و با آب تمیز می‌شود. از نام میسیونر D.Livingston اخذ شده‌است. محلول دراسید نیتریک گرم - با آب تمیز می‌شود. Hg:۲۱٫۲۵٪ Sb:۲۷٫۷۳٪ S:۲۷٫۱۶٪ برای اولین بار در مکزیک کشف شد و از نظر شکل بلور: آسیکولار - نیزه ای، رنگ: خاکستری فولادی، شفافیت: کدر(اپاک) - نیمه شفاف، جلا: فلزی - الماسی، رخ: کامل - مطابق با سطوح و، سیستم تبلور: مونوکلینیک و در رده‌بندی سولفور است و منشأ تشکیل آن هیدروترمال است.
همایند کانی‌شناسی (پارانژ) آن - سینابر- استیبین- والانتینیت است
، از نظر ژیزمان بلوری - تجمع شعاعی و رشته‌ای کمیاب است و بیشتر در مکزیک و روسیه یافت می‌شود.